# Stanislav Tsjertsjesov
Stanislav Salamovitsj Tsjertsjesov  (Russisch: Станислав Саламович Черчесов) (Alagir, 2 september 1963) is een Russisch voetbalcoach en voormalig voetballer die speelde als doelman. Tsjertsjesov is de huidige bondscoach van Kazachstan.

## Clubcarrière
Tsjertsjesov speelde onder meer voor Spartak Moskou en FC Tirol Innsbruck. Hij werd zevenmaal landskampioen gedurende zijn carrière.

## Interlandcarrière
Tsjertsjesov vertegenwoordigde de nationale teams van de Sovjet-Unie (acht interlands), het Gemenebest van Onafhankelijke Staten (twee interlands) en Rusland (39 interlands). Hij nam met Rusland deel aan het WK voetbal 1994 in de Verenigde Staten, waar de ploeg in de eerste ronde werd uitgeschakeld. Zijn directe concurrenten in de jaren negentig waren Dmitri Charin en Sergej Ovtsjinnikov.

## Trainerscarrière
Tsjertsjesov werd aangesteld als bondscoach van Rusland na de voortijdige uitschakeling van het land bij het Europees kampioenschap 2016 in Frankrijk. Die teleurstelling was voor Leonid Sloetski aanleiding zijn functie neer te leggen. Tsjertsjesov had als eerste opdracht leiding geven aan Rusland bij de FIFA Confederations Cup 2017, het toernooi ter voorbereiding op het wereldkampioenschap 2018 in eigen land. Rusland werd uitgeschakeld in de groepsfase, na winst op Nieuw-Zeeland (2–0) en nederlagen tegen achtereenvolgens Portugal (0–1) en Mexico (1–2). Tijdens het WK in eigen land deed Rusland het verdienstelijk door tweede te worden in de poule achter Uruguay, maar voor Saoedi-Arabië en Egypte. In de achtste finale versloeg Rusland verrassend Spanje na strafschoppen, waarna in de kwartfinale de latere finalist Kroatië na strafschoppen te sterk bleek. Na een teleurstellend verlopen EK 2020 in 2021, waarbij Rusland laatste in de poule werd, werd Tsjertsjesov ontslagen. In december 2021 tekende Tsjertsjesov bij de Hongaarse topclub Ferencváros. Op 3 juni 2024, werd Tsjertsjesov aangekondigd als de bondscoach van Kazachstan.
| Interlands Rusland onder leiding van Stanislav Tsjertsjesov | Interlands Rusland onder leiding van Stanislav Tsjertsjesov | Interlands Rusland onder leiding van Stanislav Tsjertsjesov | Interlands Rusland onder leiding van Stanislav Tsjertsjesov | Interlands Rusland onder leiding van Stanislav Tsjertsjesov |
| №                                                           | Datum                                                       | Wedstrijd                                                   | Uitslag                                                     | Competitie                                                  |
| ----------------------------------------------------------- | ----------------------------------------------------------- | ----------------------------------------------------------- | ----------------------------------------------------------- | ----------------------------------------------------------- |
| 1                                                           | 31 augustus 2016                                            | Turkije – Rusland                                           | 0 – 0                                                       | Vriendschappelijk                                           |
| 2                                                           | 6 september 2016                                            | Rusland – Ghana                                             | 1 – 0                                                       | Vriendschappelijk                                           |
| 3                                                           | 9 oktober 2016                                              | Rusland – Costa Rica                                        | 3 – 4                                                       | Vriendschappelijk                                           |
| 4                                                           | 10 november 2016                                            | Qatar – Rusland                                             | 2 – 1                                                       | Vriendschappelijk                                           |
| 5                                                           | 15 november 2016                                            | Rusland – Roemenië                                          | 1 – 0                                                       | Vriendschappelijk                                           |
| 6                                                           | 24 maart 2017                                               | Rusland – Ivoorkust                                         | 0 – 2                                                       | Vriendschappelijk                                           |
| 7                                                           | 28 maart 2017                                               | Rusland – België                                            | 3 – 3                                                       | Vriendschappelijk                                           |
| 8                                                           | 5 juni 2017                                                 | Hongarije – Rusland                                         | 0 – 3                                                       | Vriendschappelijk                                           |
| 9                                                           | 9 juni 2017                                                 | Rusland – Chili                                             | 1 – 1                                                       | Vriendschappelijk                                           |
| 10                                                          | 17 juni 2017                                                | Rusland – Nieuw-Zeeland                                     | 2 – 0                                                       | Confederations Cup                                          |
| 11                                                          | 21 juni 2017                                                | Rusland – Portugal                                          | 0 – 1                                                       | Confederations Cup                                          |
| 12                                                          | 24 juni 2017                                                | Mexico – Rusland                                            | 2 – 1                                                       | Confederations Cup                                          |
| 13                                                          | 7 oktober 2017                                              | Rusland – Zuid-Korea                                        | 4 – 2                                                       | Vriendschappelijk                                           |
| 14                                                          | 10 oktober 2017                                             | Rusland – Iran                                              | 1 – 1                                                       | Vriendschappelijk                                           |
| 15                                                          | 11 november 2017                                            | Rusland – Argentinië                                        | 0 – 1                                                       | Vriendschappelijk                                           |
| 16                                                          | 14 november 2017                                            | Rusland – Spanje                                            | 3 – 3                                                       | Vriendschappelijk                                           |

| Interlands Kazachstan onder leiding van Stanislav Tsjertsjesov | Interlands Kazachstan onder leiding van Stanislav Tsjertsjesov | Interlands Kazachstan onder leiding van Stanislav Tsjertsjesov | Interlands Kazachstan onder leiding van Stanislav Tsjertsjesov | Interlands Kazachstan onder leiding van Stanislav Tsjertsjesov |
| №                                                              | Datum                                                          | Wedstrijd                                                      | Uitslag                                                        | Competitie                                                     |
| -------------------------------------------------------------- | -------------------------------------------------------------- | -------------------------------------------------------------- | -------------------------------------------------------------- | -------------------------------------------------------------- |
| 1                                                              | 7 juni 2024                                                    | Armenië – Kazachstan                                           | 2 – 1                                                          | Vriendschappelijk                                              |
| 2                                                              | 11 juni 2024                                                   | Azerbeidzjan – Kazachstan                                      | 3 – 2                                                          | Vriendschappelijk                                              |

## Erelijst
Spartak Moskou
- Landskampioen Sovjet-Unie

1987, 1989
- USSR Cup

1992
- Landskampioen Rusland

1992, 1993
 FC Tirol Innsbruck
- Landskampioen Oostenrijk

2000, 2001, 2002